# Eupogonius piceus
Eupogonius piceus là một loài bọ cánh cứng trong họ Cerambycidae.